# Aforisme
Un aforisme (del grec αφοριζειν, definir) és una sentència breu que expressa un pensament complex de forma colpidora o estètica. Es considera un gènere literari i pot aparèixer dins una composició major o com a recull de frases i sentències cèlebres. L'aforisme, tot i presentar-se com una veritat absoluta, parteix de la subjectivitat de l'autor i així es diferencia de lleis científiques o similars, enunciades d'un mode semblant (màxima concisió).
Els primers aforismes parteixen d'Hipòcrates i s'han conreat al llarg de tota la història de la literatura. Són especialment abundants durant el període hel·lenístic, al Renaixement i a la Il·lustració.
Tot i que els aforismes filosòfics versen principalment sobre temes morals, també són emprats per altres tipus de pensaments com són els recollits al Tractatus Logicophilosophicus i les Investigacions filosòfiques de Ludwig Wittgenstein.

## Autors destacats d'aforismes
- Michel de Montaigne
- Friedrich Nietzsche
- Georg Christoph Lichtenberg
- François de La Rochefoucauld
- Epictet de Hieràpolis
- Emil Cioran
- Oscar Wilde
- Joan Fuster
- Laozi
- Stanisław Jerzy Lec
- Ludwig Wittgenstein
- Jorge Wagensberg Lubinski